# Czerwień bielu
Czerwień bielu –  wada drewna z grupy zabarwień polegająca na czerwonym do brunatnego zabarwieniu zewnętrznej (bielastej) strefy drewna okrągłego. Zabarwienie jest widoczne na przekroju czołowym w postaci klinowatych smug, skierowanych od obwodu drewna ku jego środkowi, lub w postaci pierścienia, obejmującego całą powierzchnię strefy zewnętrznej.
Wada wywołana jest przez grzyby pasożytnicze. Występuje najczęściej w składowanym drewnie iglastym, szczególnie świerkowym oraz w bielu drewna dębowego.
Czerwień bielu nieznacznie obniża mechaniczne właściwości drewna i zwiększa jego higroskopijność. Drewno obarczone tą wadą nie nadaje się na sklejkę czy okleinę. Papier wyprodukowany z drewna świerkowego, porażonego w silnym stopniu przez czerwień i siniznę nie wykazuje obniżenia właściwości mechanicznych i jest czysty. Drewno może być stosowane jako stemple kopalniakowe czy budowlane.
Pomiar (podobnie jak sinizny): na przekroju czołowym pnia ustala się w sposób szacunkowy stosunek powierzchni bielu porażonego do całej powierzchni bielu. Również na czole mierzy się głębokość strefy wadliwego drewna, a jej wymiar wyraża się w cm. Na pobocznicy pnia określa się ją szacunkowo lub przez pomiar długości i szerokości strefy wadliwego drewna i obydwa wymiary wyraża się w cm. 